# 浦東金橋
上海金橋出口加工區開發股份有限公司，簡稱上海金橋出口加工區開發股份、上海金橋出口加工區開發，以及金橋出口加工區開發（英語：SHANGHAI JINQIAO EXPORT PROCESSING ZONE DEVELOPMENT Company Limited，上交所：600639/900911，简称：浦东金桥/金桥B股），在1992年，由上海金橋（集團）有限公司，以及上海國際信託有限公司組成，是一家專門在金橋出口加工區，經營从事房地产开发、经营、销售、出租和中介（含侨汇、外汇房）；市政基础设施建设，工程承包和建筑装潢；保税仓库；服装、家电、办公用品、日用百货的批发；转口贸易和各类咨询（涉及行政许可的凭许可证经营）等業務的公司。
公司主要發展項目有上海新金桥广场、碧雲別墅·銀杏園等資產。而總部位於則是上海浦东新金桥路27号1号楼，也就是位於金橋出口加工區的活動場地。而董事長為張素心，總裁為沈榮。
股份分別在1993年3月26日和1993年5月31日於上海證券交易所A股（人民幣結算）和B股（美元結算）上市。